# Emanuel Meyer
Emanuel Meyer, auch Meyer-Wetter (* 26. September 1813 in Herisau; † 2. Oktober 1895 ebenda, reformiert, heimatberechtigt in Herisau), war ein Schweizer Unternehmer und Politiker.

## Leben und Unternehmertum
Emanuel Meyer kam am 26. September 1813 in Herisau als Sohn des Kaufmanns und Appreturbesitzers Laurenz Meyer und der Maria Magdalena Knechtli geborene Schiess zur Welt. Meyer absolvierte zwischen 1831 und 1832 eine Ausbildung im väterlichen Geschäft und als Verkäufer in Triest, wo er schon bald die Prokura führte.
Als Nachfolger seines Halbbruders Johann Martin wurde er 1837 Teilhaber an der Firma seines zweiten Halbbruders Laurenz, nämlich der Appretur und Indiennedruckerei in der sogenannten Mittleren Fabrik in Herisau, die er 1868 schliesslich allein übernahm. In der Folge konnte er sich weder zur Aufgabe der zunehmend unrentablen Buntdruckerei noch zur Umwandlung des Betriebs in eine reine Appretur und Bleicherei entschliessen. Ab dem Jahr 1886 zog Emanuel Meyer sich zugunsten seines gleichnamigen Sohnes, der die erforderlichen Massnahmen in die Wege leitete, allmählich aus der Firma zurück.
Daneben diente er in der Schweizer Armee zwischen 1861 und 1867 in der Position eines Oberstleutnants im Generalstab. Er heiratete 1837 Elise, die Tochter des Landesstatthalters und Textilkaufmanns Johannes Wetter. Emanuel Meyer verstarb am 2. Oktober 1895 wenige Tage nach Vollendung seines 82. Lebensjahres in Herisau. 

## Politische Laufbahn
Sein erstes politisches Amt hatte Emanuel Meyer von 1848 bis 1853 im Gemeinderat von Herisau inne. Im Anschluss gehörte er von 1853 bis 1863 dem Kleinen Rat, den er zusätzlich ab 1857 präsidierte, an. Danach amtierte er bis 1864 als Landesseckelmeister sowie von 1864 bis 1865 als Landesstatthalter. Zuletzt war Meyer zwischen 1865 und 1877 im Ausserrhoder Grossrat vertreten. Seine beiden Regierungsämter hatte Meyer nur sehr unwillig angenommen, so dass sein Ansuchen ihn nicht wiederzuwählen 1865 angenommen wurde.
Emanuel Meyers Hauptinteresse galt der Förderung von Forst-, Vieh- und Alpwirtschaft, wofür er sich in zahlreichen Referaten und Publikationen engagierte. Dazu gab er den Anstoss zur Einrichtung einer kantonalen Forstkommission sowie einer Saatschule und kaufte zwischen 1840 und 1860 Weidboden, um nach modernsten Methoden aufzuforsten. Weiters regte er zwischen 1864 und 1866 das kantonale Viehschauen an und besass selbst 40 Kühe.
Zudem förderte er das Bahnwesen und fungierte von 1885 bis 1886 als erster Präsident der Appenzeller Bahn. Des Weiteren wirkte er als Initiant des 1849 gegründeten Kadettenkorps Herisau, präsidierte zwischen 1856 und 1859 als erster die Appenzellische Offiziersgesellschaft und war im Jahr 1878 Jurymitglied der Weltausstellung in Paris.
Mit seinen vielfältigen Initiativen im Dienste der Öffentlichkeit war Emanuel Meyer Pionier und Integrationsfigur der Entwicklung Herisaus zum modernen Industriestandort in der zweiten Hälfte des 19. Jahrhunderts.